# Акмирза
Акмирза́ (каз. Ақмырза) — село у складі Єрейментауського району Акмолинської області Казахстану. Адміністративний центр Акмирзинського сільського округу.
Населення — 628 (2021; 740 у 2009, 867 у 1999, 983 у 1989).
Національний склад станом на 1989 рік:
- казахи — 39 %.

До 2007 року село називалося Тимофієвка.